# San Vito dei Normanni
San Vito dei Normanni är en ort och kommun i provinsen Brindisi i regionen Apulien i Italien. Kommunen hade 19 095 invånare (2017).